# マイケル・マクドナルド (格闘家)
マイケル・マクドナルド（Michael McDonald、1965年2月6日 - ）は、カナダの男性キックボクサー。イングランド・バーミンガム出身。ブリティッシュコロンビア州バンクーバー在住。フリーランス。

## 来歴

### K-1
アンディ・フグが密かに育て上げた秘蔵っ子として、1999年にK-1デビューを果たすが、トップファイターにあと一歩及ばず伸び悩んでいた。1999年～2006年まで、レイ・セフォー、ピーター・アーツ、ミルコ・クロコップ、セーム・シュルト、レミ・ボンヤスキー、ステファン・レコ、などと対戦。
2001年のメルボルン大会で、当時勢いに乗っていたミルコ・クロコップを1RKOで下し、徐々に頭角を現し始める。翌年2002年のラスベガス最終予選で優勝を果たす。2003年はラスベガス最終予選で準優勝。2004年、ラスベガス大会の王者に返り咲いた。2006年もラスベガス最終予選で準優勝。

### 総合格闘技
2004年3月14日、新潟で開催されたK-1 BEAST 2004で、総合格闘技ルールに初挑戦。LYOTOと対戦するが、1Rに前腕チョークにより敗北を喫した。

## 戦績

### キックボクシング
| キックボクシング 戦績 | キックボクシング 戦績 | キックボクシング 戦績 | キックボクシング 戦績 | キックボクシング 戦績 | キックボクシング 戦績 | キックボクシング 戦績 |
| --------------------- | --------------------- | --------------------- | --------------------- | --------------------- | --------------------- | --------------------- |
| 72 試合               | (T)KO                 | 判定                  | その他                | 引き分け              | 無効試合              |                       |
| 52 勝                 | 20                    |                       |                       | 0                     | 0                     |                       |
| 20 敗                 |                       |                       |                       | 0                     | 0                     |                       |

| 勝敗 | 対戦相手                     | 試合結果                                   | 大会名                                                                 | 開催年月日     |
| ○    | ローマン・クプカップ         | 延長R KO                                   | Noc Bojovnikov 5                                                       | 2008年9月12日  |
| ×    | ピーター・マエストロビッチ   | 5R TKO（ドクターストップ）                 | K-1 Croatia                                                            | 2007年3月10日  |
| ×    | ザビット・サメドフ           | 3R 2:24 TKO（鼻骨骨折）                    | K-1 Czech 2006 Heaven or Hell                                          | 2006年12月16日 |
| ×    | ステファン"ブリッツ"レコ     | 2R 2:28 TKO（戦意喪失）                    | K-1 WORLD GP 2006 in LAS VEGAS II 【世界最終予選 決勝】                | 2006年8月12日  |
| ○    | イマニー・リー               | 3R終了 判定3-0                             | K-1 WORLD GP 2006 in LAS VEGAS II 【世界最終予選 準決勝】              | 2006年8月12日  |
| ○    | アリエル・マストフ           | 3R終了 判定3-0                             | K-1 WORLD GP 2006 in LAS VEGAS II 【世界最終予選 1回戦】               | 2006年8月12日  |
| ×    | アゼム・マクスタイ           | 3R終了 判定0-3                             | K-1 WORLD GP 2005 in LAS VEGAS II 【世界最終予選 1回戦】               | 2005年8月13日  |
| ○    | アゼム・マクスタイ           | 延長R終了 判定2-0                          | K-1 Fighting Network K-1 SCANDINAVIA 2005 【1回戦】                    | 2005年5月21日  |
| ×    | 内田ノボル                   | 3R終了 判定0-3                             | 新日本キックボクシング協会「TITANS 1st」                               | 2004年11月6日  |
| ×    | ピーター・アーツ             | 3R終了 判定0-3                             | K-1 WORLD GP 2004 in TOKYO 開幕戦 【1回戦】                            | 2004年9月25日  |
| ○    | タケル                       | 2R 1:15 TKO（右フック、3ノックダウン）     | K-1 WORLD GP 2004 in NAGOYA                                            | 2004年6月6日   |
| ○    | デューウィー・クーパー       | 3R終了 判定3-0                             | K-1 WORLD GP 2004 in LAS VEGAS 【世界予選A 決勝】                      | 2004年4月30日  |
| ○    | ケリー・レオ                 | 1R 2:09 TKO（右ハイキック、2ノックダウン） | K-1 WORLD GP 2004 in LAS VEGAS 【世界予選A 準決勝】                    | 2004年4月30日  |
| ○    | マービン・イーストマン       | 2R 1:25 TKO（パンチ連打、2ノックダウン）   | K-1 WORLD GP 2004 in LAS VEGAS 【世界予選A 1回戦】                     | 2004年4月30日  |
| △    | ラリー・リンドウォール       | 3R終了 ドロー                              | K-1 Scandinavia Grand Prix 2004 in Stockholm 【スーパーファイト】      | 2004年2月14日  |
| ○    | 天田ヒロミ                   | 2R 0:46 KO（右ハイキック）                 | INOKI BOM-BA-YE 2003 馬鹿になれ夢を持て                                | 2003年12月31日 |
| ×    | ビヨン・ブレギー             | 1R 2:50 KO（右ストレート）                 | K-1 WORLD GP 2003 開幕戦 ALL STARS 【スーパーファイト】                | 2003年10月11日 |
| ×    | レミー・ボンヤスキー         | 延長R終了 判定1-2                          | K-1 WORLD GP 2003 in LAS VEGAS 【世界最終予選 決勝】                   | 2003年8月15日  |
| ○    | ジョージ・ランドルフ         | 1R 0:55 KO（左フック）                     | K-1 WORLD GP 2003 in LAS VEGAS 【世界最終予選 準決勝】                 | 2003年8月15日  |
| ○    | ジェファーソン"タンク"シウバ | 2R 2:22 TKO（右ストレート）                | K-1 WORLD GP 2003 in LAS VEGAS 【世界最終予選 1回戦】                  | 2003年8月15日  |
| ○    | ゴルダン・ユキッチ           | 3R 3:00 KO（右ストレート）                 | K-1 WORLD GP 2003 in FUKUOKA                                           | 2003年7月13日  |
| ×    | カーター・ウィリアムス       | 3R終了 判定1-2                             | K-1 WORLD GP 2003 in LAS VEGAS 【アメリカ地域予選 1回戦】              | 2003年5月3日   |
| ×    | マーティン・ホルム           | 3R終了 判定0-2                             | K-1 WORLD GP 2002 決勝戦 【リザーブファイト】                          | 2002年12月7日  |
| ×    | セミー・シュルト             | 3R終了 判定0-3                             | K-1 WORLD GP 2002 開幕戦 【1回戦】                                     | 2002年10月5日  |
| ○    | パヴェル・マイヤー           | 2R 1:01 TKO（戦意喪失）                    | K-1 WORLD GP 2002 in LAS VEGAS 【世界最終予選 決勝】                   | 2002年8月17日  |
| ○    | グレゴリー・トニー           | 3R終了 判定3-0                             | K-1 WORLD GP 2002 in LAS VEGAS 【世界最終予選 準決勝】                 | 2002年8月17日  |
| ○    | リカルド・ドゥエナス         | 1R 1:25 TKO（ストレート）                  | K-1 WORLD GP 2002 in LAS VEGAS 【世界最終予選 1回戦】                  | 2002年8月17日  |
| ○    | リック・ルーファス           | 3R 終了時 TKO（タオル投入：左足負傷）      | K-1 WORLD GP 2002 世界地区予選 USA大会 【決勝】                        | 2002年5月3日   |
| ○    | ジェフ・フォード             | 2R 2:00 TKO（ローキック）                  | K-1 WORLD GP 2002 世界地区予選 USA大会 【準決勝】                      | 2002年5月3日   |
| ○    | ギセップ・デナテイル         | 3R 2:00 TKO（パンチ連打）                  | K-1 WORLD GP 2002 世界地区予選 USA大会 【1回戦】                       | 2002年5月3日   |
| ○    | グラウベ・フェイトーザ       | 5R終了 判定3-0                             | K-1 WORLD GP 2001 in FUKUOKA 【敗者復活トーナメント リザーブファイト】 | 2001年10月8日  |
| ×    | マット・スケルトン           | 3R終了 判定0-3                             | K-1 WORLD GP 2001 in MELBOURNE 【GP予選トーナメント 準決勝】           | 2001年6月16日  |
| ○    | ミルコ・クロコップ           | 1R 1:24 KO（左フック）                     | K-1 WORLD GP 2001 in MELBOURNE 【GP予選トーナメント 1回戦】            | 2001年6月16日  |
| ×    | モーリス・スミス             | 延長R終了 判定1-2                          | K-1 WORLD GP 2001 世界地区予選 USA大会 【決勝】                        | 2001年5月5日   |
| ○    | ジェフ・ルーファス           | 3R終了 判定3-0                             | K-1 WORLD GP 2001 世界地区予選 USA大会 【準決勝】                      | 2001年5月5日   |
| ○    | ジャン＝クロード・リビエール | 3R終了 判定2-1                             | K-1 WORLD GP 2001 世界地区予選 USA大会 【1回戦】                       | 2001年5月5日   |
| ×    | レイ・セフォー               | 1R 1:56 KO（右フック）                     | K-1 GRADIATORS 2001                                                    | 2001年3月17日  |
| ○    | ニコラス・ペタス             | 5R終了 判定3-0                             | K-1 WORLD GP 2000 in FUKUOKA 【スーパーファイト】                      | 2000年10月9日  |
| ○    | フィル・ファーガン           | 2R 1:05 TKO（パンチ連打）                  | K-1 WORLD GP 2000 in YOKOHAMA 【オープニングファイト】                 | 2000年8月20日  |
| ×    | コンバット・ジーヨ           | 3R終了 判定0-3                             | K-1 DREAM '99 【GP予選トーナメント 1回戦】                             | 1999年7月18日  |
| ○    | マイケル・トンプソン         | 5R終了 判定3-0                             | K-1 FIGHT NIGHT '99                                                    | 1999年6月5日   |
| ×    | ピーター・アーツ             | 2R 2:40 KO（左膝蹴り）                     | K-1 RISING SUN '99                                                     | 1999年2月3日   |
| ○    | カール・ベルナルド           | 1R 0:34 TKO（左脛負傷）                    | K-1 BUSHIDO '98                                                        | 1998年8月28日  |

### 総合格闘技
| 総合格闘技 戦績 | 総合格闘技 戦績 | 総合格闘技 戦績 | 総合格闘技 戦績 | 総合格闘技 戦績 | 総合格闘技 戦績 | 総合格闘技 戦績 |
| --------------- | --------------- | --------------- | --------------- | --------------- | --------------- | --------------- |
| 2 試合          | (T)KO           | 一本            | 判定            | その他          | 引き分け        | 無効試合        |
| 1 勝            | 0               | 0               | 1               | 0               | 0               | 0               |
| 1 敗            | 0               | 1               | 0               | 0               | 0               | 0               |

| 勝敗 | 対戦相手           | 試合結果             | 大会名                         | 開催年月日    |
| ○    | リック・ルーファス | 5分2R終了 判定3-0    | Strike FC: Night of Gladiators | 2008年4月18日 |
| ×    | LYOTO              | 1R 2:30 前腕チョーク | K-1 BEAST 2004 〜新潟初上陸〜  | 2004年3月14日 |

## 獲得タイトル
- カナダヘビー級王座
- WKA北米ヘビー級王座
- WKC世界クルーザー級王座

・Ｋ-1ＷＯＲＬＤＧＰ2001アメリカ地区予選　準優勝
- K-1 WORLD GP 2002 アメリカ地区予選 優勝
- K-1 WORLD GP 2002 in LAS VEGAS 世界最終予選 優勝

・Ｋ-1ＷＯＲＬＤＧＰ2003inラスベガス最終予選　準優勝
- K-1 WORLD GP 2004 in LAS VEGAS 世界予選A 優勝

・Ｋ-1ＷＯＲＬＤＧＰ2006inラスベガス最終予選　準優勝